# Небесне благословення
«Благословення небожителів» ( кит. 天官赐福, піньїнь.Tiān Guān Cì Fú ) — донхва, знята за однойменним романом Мосян Тонсьов. Перший сезон виходив на телеканалі Bilibili з 31 жовтня 2020 року по 2 січня 2021 року. Другий сезон виходив з 17 жовтня по 17 січня 2024 року.

## Сюжет
Сє Лянь — колись людський наслідний принц королівства Сяньле на сході, який підноситься до божества у сімнадцять років після того, як присвятив себе вдосконаленню та військовим тренуванням. У перші роки його божественності, його королівство переживає потрясіння та війни, частково через посуху та жахливу нову хворобу. Ідучи всупереч указам небесного царства та долі, Сє Лянь вплутується в справи смертних, які завжди любили та підтримували його, сподіваючись досягти миру та полегшити страждання у своєму королівстві. На жаль, його поява у світі смертних лише посилює конфлікти між його людьми, а їхній відчай призводить до драматичного та раптового падіння Сяньле, а також до падіння Сє Ляня. Люди руйнують його храми, статуї та святині, залишаючи його як найбільш шановану релігійну фігуру та заробляючи йому репутацію Бога нещастя.
Набагато пізніше у своєму безсмертному житті, після того, як його двічі вигнав Імператор Небесного Царства, Сє Лянь знову підіймається на небеса, щоб працювати благочестивим чиновником. Тепер він відомий як дивний збирач мотлоху, якому постійно не щастить, Сє Лянь висміюється або ігнорується більшістю інших небесних чиновників. Однак, він зберігає свою добросердечність і бажає лише виконувати свої обов’язки бога.
Для першого завдання Сє Ляня під час його третього сходження йому доручено розгадати таємницю кількох наречених, які зникли під час весільних процесій через гору Юдзюнь у світі смертних. Під час розслідування його несподівано зустрічає привид, чия форма нагадує форму молодого чоловіка, одягненого в кленово-червоні мантії та срібні наручі, з чорними черевиками та срібними ланцюжками. Срібні метелики та дощ із крові також супроводжують першу появу юного привида. Він взаємодіє з Сє Лянем лише для того, щоб ненадовго скеровувати його в місії, взявши його за руку та пройшовши з ним через гору Юдзюнь, одночасно руйнуючи масив чар на горі, який заважав Сє Ляню виявити винуватця зникнень. Після виконання завдання, приголомшений зустріччю, яку він описує як «надзвичайно чарівну», Сє Лянь дізнається з небес, що він зустрів Хуа Чена, або Шукача квітів під кривавим дощем (血雨探花), одного з чотирьох страшних князей-привидів, відомих як Чотири великі лиха.
Не звертаючи уваги на застереження триматися якомога далі від Хуа Чена, Сє Лянь продовжує перетинатися з безтурботним і розумним королем-привидом, оскільки його все більше занурюють у справи трьох світів: небес, землі та мертвих. Їхня взаємодія поступово веде до побудови тісних стосунків. Поки він розгадує свої почуття до Хуа Чена і Хуа Чен стає постійною частиною його життя, Сє Лянь ще не усвідомив, наскільки їхнє минуле переплетене.

## Список серій

### 1 сезон
| №  | Назва                                                         | Екранізовані глави роману | Трансляція        |
| -- | ------------------------------------------------------------- | ------------------------- | ----------------- |
| 1  | «Заручений Принц» (кит. 太子新娘)                             | 1-8                       | 31 жовтня 2020    |
| 2  | «Замкнені в горах Мін Ґван» (кит. 山锁明光)                   | 8-10                      | 31 жовтня 2020    |
| 3  | «Давня ненависть красуні» (кит. 旧恨红颜)                     | 10-12                     | 7 листопада 2020  |
| 4  | «Князь демонів, Хуа Чен» (кит. 诡王花城)                      | 12-13                     | 14 листопада 2020 |
| 5  | «У монастирі Водних каштанів» (кит. 菩荠记事)                 | 13-17                     | 21 листопада 2020 |
| 6  | «Загублені по дорозі до Бань Юе» (кит. 半月迷踪)              | 17-20                     | 28 листопада 2020 |
| 7  | «Жало скорпіона, тінь змії» (кит. 蝎尾蛇影)                   | 20-22                     | 5 грудня 2020     |
| 8  | «Вітра піднімуться над стародавньою державою» (кит. 风起古国) | 22-24                     | 12 грудня 2020    |
| 9  | «Зрада чарівниці» (кит. 妖道之祸)                             | 24-26                     | 19 грудня 2020    |
| 10 | «Минуле Бань Юе» (кит. 半月往事)                              | 26-28                     | 26 грудня 2020    |
| 11 | «Правда та брехня поховані в пісках» (кит. 沙埋功过)          | 28-29                     | 2 січня 2021      |

Прем'єра дунхуа відбулася 31 жовтня 2020 року, епізоди виходили щосуботи об 11 годині ранку за китайським стандартним часом. 16 лютого 2021 року вийшов спеціальний епізод.
Другий сезон виходив з 17 жовтня 2023 року по 17 січня 2024 року.

2 сезон
| №  | Назва                                                               | Екранізовані глави роману | Трансляція        |
| -- | ------------------------------------------------------------------- | ------------------------- | ----------------- |
| 1  | «Повернення короля привидів» (кит. 鬼王現身)                        | 32-35                     | 18 жовтня 2023    |
| 2  | «Випадкове попадання в ігровий будинок» (кит. 賭盅玲瓏)             | 38                        | 25 жовтня 2023    |
| 3  | «Примарна окова проклятої кайдани» (кит. 鬼使咒枷)                  | 39-42                     | 1 листопада 2023  |
| 4  | «Секретна кімната» (кит. 密道出逃)                                  | 42-43                     | 8 листопада 2023  |
| 5  | «Друге пришестя Фан Сіня» (кит. 芳心再臨)                           | 44-45                     | 15 листопада 2023 |
| 6  | «Напад на Небесний палац» (кит. 萬諜拯君)                           | 45-47                     | 5 грудня 2023     |
| 7  | «Тисяча миль в стороні» (кит. 唯念一人)                             | 47-49                     | 12 грудня 2023    |
| 8  | «Зелений привид Ци Жун» (кит. 青燈夜遊)                             | 49-50                     | 19 грудня 2023    |
| 9  | «Юн'ань та Сяньле» (кит. 仙樂永安)                                  | 51-52                     | 26 грудня 2023    |
| 10 | «Омите кров'ю золото» (кит. 仙樂露出真面目)                         | 53                        | 2 січня 2024      |
| 11 | «Перманент під місяцем» (кит. 月下惜別)                             | 53-55                     | 9 січня 2024      |
| 12 | «З благословінням небожителів бар'єри невідомі» (кит. 三郞哥哥分別) | 55-57                     | 17 січня 2024     |

## Медіа

### Роман
Роман Мосян Тонсьов «Благословення небесного урядника» було вперше опубліковано у 2017 році під видавництвом JJXWC. Твір складається з 244 розділів та 8 екстр. 
Ліцензоване українське видання видає "Букшеф" у 2025 році.

### Маньхва
Випуск маньхва був анонсований 15 серпня 2019 року та відбувся 19 жовтня того ж року. На цей час було завершено три томи, а четвертий том виходив щотижня на Bilibili. STARember займалися ілюстрацією.

### Телесеріал
9 грудня 2020 року було оголошено про телевізійну адаптацію «Небесного благословення». Зйомки серіалу розпочались у другій половині 2021 року та тривали протягом 6 місяців. Режисером оголошено Чан Калам, який раніше працював над дорамою "Неприборканий: Володар Ченьцін". Дата виходу серіала наразі невідома. 